# Floris Jan Bovelander
Floris Jan Bovelander (Haarlem, 19 januari 1966) is een Nederlands voormalig hockeyer. Hij nam driemaal deel aan de Olympische Spelen en won hierbij in totaal twee medailles.

## Biografie

### Topsporter
Bovelander debuteerde op woensdag 2 oktober 1985 (Nederland-Nieuw-Zeeland 3-1) voor de Nederlandse hockeyploeg en speelde 241 interlands, waarin de strafcornerspecialist 215 doelpunten aantekende.
Zijn laatste wedstrijd voor het Nederlands elftal speelde hij op vrijdag 2 augustus 1996, bij de Olympische Spelen in Atlanta. Vooral dankzij twee strafcorners van ‘het kanon met het engelengezicht’ won Nederland destijds de olympische titel ten koste van Spanje: 3-1. Eerder haalde hij al een bronzen medaille tijdens de Olympische Spelen in 1988 in Seoel en werd hij vierde tijdens de Olympische Spelen in 1992 in Barcelona.
Tijdens het WK in Lahore, Pakistan in 1990 stond Boem Boem Bovelander met negen doelpunten aan de basis van de wereldtitel. Dat was beduidend beter dan zijn eerste WK in 1986 in Londen, waar de Nederlandse hockeyploeg als zevende eindigde. Het derde WK waar Bovelander aan mee deed was het wereldkampioenschap hockey (1994) in Sydney. De ploeg verloor de finale na strafballen van Pakistan.
In 1987 won Bovelander met de Nederlandse hockeyploeg goud bij de Europese kampioenschappen in Moskou. Vier jaar later werd het zilver bij het Europees kampioenschap in Parijs. Zijn zeventien goals tijdens dat toernooi zijn nog altijd het hoogste aantal door één speler tijdens een EK gescoord.
Bovelander, bijgenaamd Flop of Floppie, kwam zijn gehele carrière (vijftien seizoenen) uit voor HC Bloemendaal, de club waarmee hij zes keer landskampioen werd, één keer zaalkampioen en eenmaal de Europa Cup I veroverde. Met een doelpuntentotaal van 276 treffers was hij lange tijd topscorer aller tijden in de Nederlandse hoofdklasse totdat hij op 6 november 2011 voorbij werd gestreefd door Roderick Weusthof en later ook door Taeke Taekema.

### Na sportcarrière
Na zijn hockeycarrière rondde Bovelander zijn studie biologie af, hij bleef echter na zijn actieve carrière actief in het hockey; Bovelander was onder meer vijf jaar lid van de topsportcommissie van HC Bloemendaal, en onder bondscoach Joost Bellaart (2001-2004) ruim een jaar verbonden aan de nationale ploeg als manager en assistent-trainer. Bovelander studeerde medische biologie in Leiden, maar verdient tegenwoordig vooral de kost als organisator van hockeykampen en –clinics, jeugd- en bedrijfsevenementen. Het bedrijf dat hij samen met zijn broer Jeroen runt heet Bovelander & Bovelander. Ook schreef hij een wekelijkse column in het gratis dagblad De Pers. Bovelander is tevens actief als ambassadeur voor Right To Play.

## Internationale erelijst
| JAAR | TOERNOOI               | PLAATS                    | RESULTAAT     |
| ---- | ---------------------- | ------------------------- | ------------- |
| 1987 | Champions Trophy       | Amstelveen, Nederland     | Zilver        |
| 1987 | Europees kampioenschap | Moskou, Sovjet-Unie       | Goud          |
| 1988 | Olympische Spelen      | Seoel, Zuid-Korea         | Brons         |
| 1989 | Champions Trophy       | Berlijn, Duitsland        | Zilver        |
| 1990 | Wereldkampioenschap    | Lahore, Pakistan          | Goud          |
| 1991 | Europees kampioenschap | Parijs, Frankrijk         | Zilver        |
| 1992 | Champions Trophy       | Karachi, Pakistan         | Vierde plaats |
| 1992 | Olympische Spelen      | Barcelona, Spanje         | Vierde plaats |
| 1993 | Champions Trophy       | Kuala Lumpur, Maleisië    | Brons         |
| 1994 | Champions Trophy       | Lahore, Pakistan          | Brons         |
| 1994 | Wereldkampioenschap    | Sydney, Australië         | Zilver        |
| 1995 | Europees kampioenschap | Dublin, Ierland           | Zilver        |
| 1995 | Champions Trophy       | Berlijn, Duitsland        | Vierde plaats |
| 1996 | Olympische Spelen      | Atlanta, Verenigde Staten | Goud          |

Marc Benninga · 
Floris Jan Bovelander · 
Jacques Brinkman · 
Maurits Crucq · 
Marc Delissen · 
Cees Jan Diepeveen · 
Patrick Faber · 
Taco van den Honert · 
Ronald Jansen · 
René Klaassen · 
Hendrik Jan Kooijman · 
Jan Hidde Kruize · 
Frank Leistra · 
Erik Parlevliet · 
Gert Jan Schlatmann · 
Tim Steens ·
Coach: Hans Jorritsma
Floris Jan Bovelander · 
Jacques Brinkman · 
Marc Delissen · 
Cees Jan Diepeveen · 
Pieter van Ede · 
Maarten van Grimbergen · 
Taco van den Honert · 
Leo Klein Gebbink · 
Hendrik Jan Kooijman · 
Harrie Kwinten · 
Frank Leistra · 
Bart Looije · 
Wouter van Pelt · 
Bastiaan Poortenaar · 
Stephan Veen · 
Gijs Weterings ·
Coach: Hans Jorritsma
Floris Jan Bovelander · 
Jacques Brinkman · 
Maurits Crucq · 
Marc Delissen · 
Jeroen Delmee · 
Taco van den Honert · 
Ronald Jansen · 
Erik Jazet · 
Leo Klein Gebbink · 
Bram Lomans · 
Tycho van Meer · 
Teun de Nooijer · 
Wouter van Pelt · 
Stephan Veen · 
Guus Vogels · 
Remco van Wijk ·
Coach: Roelant Oltmans
- Nederlandse Thesaurus van Auteursnamen: 290915511
- Virtual International Authority File: 281316214